# Aquel que no trabaje no podrá comer

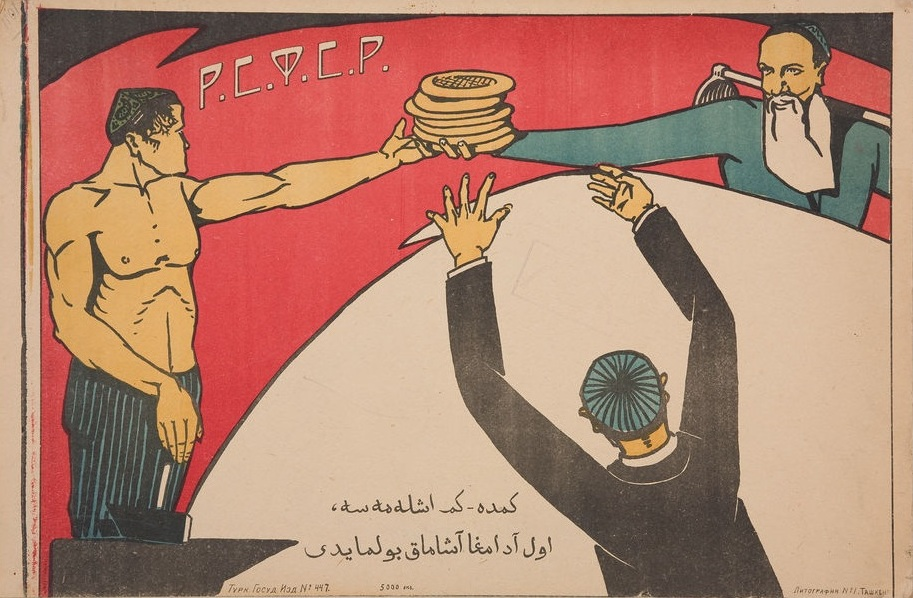
"El que no trabaja, no come" – cartel soviético publicado en Uzbekistán, 1920.

Aquel que no trabaje no podrá comer o El que no quiera trabajar, que no coma es un aforismo bíblico derivado de II Tesalonicenses 3:10, que se convirtió en un lema de las nuevas colonias y de las sociedades socialistas resultantes de la Revolución Bolchevique.

## Nuevo Testamento
Este concepto se deriva directamente de la Segunda Epístola del Apóstol San Pablo (con Silvano y Timoteo) a los Tesalonicenses en el Nuevo Testamento, donde Pablo escribe:

εἴ τις οὐ θέλει ἐργάζεσθαι μηδὲ ἐσθιέτω

que suele traducirse:

Si alguno no quiere trabajar, tampoco coma.

La frase griega "οὐ θέλει ἐργάζεσθαι" significa "no está dispuesto a trabajar". Otras traducciones al inglés hacen esto como "would" o "no va a funcionar", lo cual puede confundir a los lectores no acostumbrados a este uso del verbo "podrá" en el sentido arcaico de "querer, desear".

## Jamestown
La frase se supone que fue utilizada por John Smith al establecer la colonia de ingleses de Jamestown después de un experimento con un sistema de fondo común fue abandonado (1607-1609).

## Unión Soviética
Según Lenin, "El que no trabaja no come" es un principio necesario en el socialismo, la fase preliminar de la evolución hacia la sociedad comunista. La frase aparece en su trabajo de 1917, El Estado y la revolución. A través de esta consigna de Lenin explica que en los estados socialistas sólo individuos productivos se puede permitir el acceso a los artículos de consumo.

El principio socialista: "El que no trabaja no come", ya está realizado y el otro principio socialista, "una cantidad igual de productos por un importe igual del trabajo", también se está llevando a cabo. Pero esto no es todavía el comunismo, y  no abolir todavía el "derecho burgués", que da a los individuos desiguales, a cambio de desiguales, (realmente desiguales) cantidades de trabajo, igual cantidad de productos.

Se trata de un "defecto", dice Marx, pero es inevitable en la primera fase del comunismo, porque si no estamos para disfrutar de la utopía, no debemos pensar que una vez derrotado el capitalismo la gente va a la vez aprender a trabajar para la sociedad sin ningún tipo de normas de derecho. (Capítulo 5, Sección 3, "La primera fase de la sociedad comunista")

De acuerdo con la concepción de Lenin sobre el estado socialista, el artículo doce de los estados de la Constitución de la Unión Soviética de 1936:

El trabajo en la URSS es un deber y una cuestión de honor para cada ciudadano apto, de conformidad con el principio: "El que no trabaja, no come".

En la escritura de Lenin, no fue tanto dirigido a los trabajadores perezosos o improductivo, sino la burguesía. (En la teoría marxista se define a la burguesía como el grupo de los que compran la fuerza de trabajo de los trabajadores y participar en el proceso de producción, derivando los beneficios de la plusvalía expropiada por lo tanto. Una vez que el comunismo se realizó, es decir, después de la abolición de la propiedad y la ley del valor, nadie iba a vivir a costa del trabajo de los demás.)
Tampoco el principio se aplica a los que son incapaces de trabajar por vejez o invalidez. Estos grupos tienen derecho a los productos de la sociedad, ya que no tienen la culpa de su condición. Los ancianos, en particular, habrían trabajado durante su juventud, y por lo tanto no se les puede negar los básicos necesarios de la vida. El Estado soviético en consecuencia, proporcionaba siempre un nivel básico de seguridad social.

## Libre mercado
Según Termes, "El que no quiera trabaja no come" es una referencia que por sí misma es contraria al entronque con la doctrina socialista, en este caso a la de Lenin. Sobre este punto, Termes destaca en su obra Antropología del Capitalismo: 

Así consta de la dura frase de Pablo "el que no quiera trabajar que no coma", el cual. teniendo a gala haberse sustentado siempre con su trabajo, advierte a los de Tesalónica que no deben tolerar la presencia entre ellos de los que pretenden comer de balde el pan de los otros, sin hacer nada y metiéndose en todo.

Podemos pues concluir que el modo de vivir de los primeros cristianos no tenía nada que ver con una comuna -comunidad de bienes-, aunque sin duda existían fondos comunes para los necesitados, formados con generosas aportaciones voluntarias.

Sobre la obligatoriedad de las aportaciones de los primeros cristianos señala: 

En Hechos de los Apóstoles donde se lee que todos los creyentes estaban unidos y lo tenían todo en común; vendían las propiedades y los bienes, y lo repartían entre todos de acuerdo con las necesidades de cada uno. Es totalmente comprensible que el amor al prójimo —que es la señal de los discípulos de Cristo— llevado a la perfección por aquellos sus primeros seguidores, se tradujera en una manifestación de solidaridad como la descrita. Pero no es menos cierto que nadie estaba obligado a expresar la solidaridad precisamente de esta manera.

A pesar de esto, en la Biblia, en el libro de Hechos 5, se menciona el caso de una pareja (llamados Ananías y Sáfira) condenada a muerte por defraudar un terreno.

5 Al oír estas palabras, Ananías cayó muerto. Y un gran temor se apoderó de todos los que se enteraron de lo sucedido. 6 Entonces se acercaron los más jóvenes, envolvieron el cuerpo, se lo llevaron y le dieron sepultura.